# Jotunheimen
Jotunheimen (in norvegese Jotunheimen significa "casa dei giganti".) è una catena montuosa situata nella parte meridionale della Norvegia e che si estende per una superficie di circa 3.500 km². Fa parte della catena dei monti scandinavi. Le 26 montagne più elevate della Norvegia si trovano nella catena di Jotunheimen, compreso il monte Galdhøpiggen (2469 m), cima più elevata del paese. I monti Jotunheimen sono situati fra le contee di Innlandet e Vestland. Dal 1980, un'area pari a 1.145 km² dei monti Jotunheimen è stata dichiarata parco nazionale.

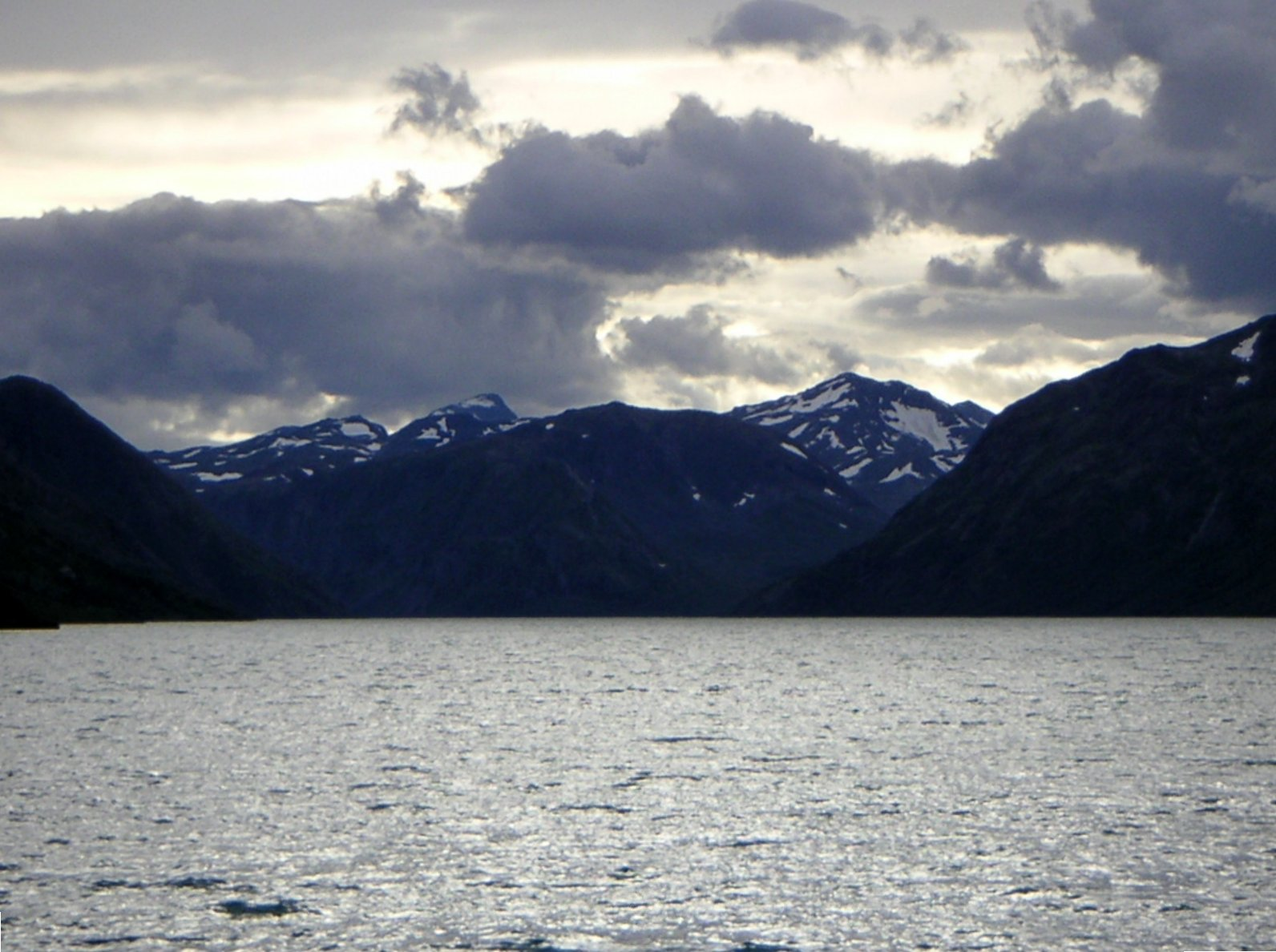
Da Gjendesheim, vista sul lago Gjende verso Memurubu.

È una popolare meta per gli escursionisti e il club alpino norvegese vi gestisce diversi rifugi così come diversi sentieri numerati.

## Geografia, geologia, paesaggio
Lo Jotunheimen è delimitato a est dall'altopiano di Valdresflya e il fiume Sjoa, dai laghi Bygdin e Tyin a sud, dal Sognefjellet e il Bøverdalen a ovest e dal Kvittingskjølen a nord.